# ウィリアム・T・マヨ
ウィリアム・テイラー・マヨ（William Taylor Mayo、1917年12月10日 - 1996年3月14日）はアメリカ合衆国の政治家。

## 経歴
1917年、オカラ生まれ。高校まではオカラで教育を受けた後、ジャクソンビルにあるBowles Military academyに進んだのち、フロリダ大学で学ぶ。
1937年にタラハシーに移り、当初は州財務局で働いていた。1946年に自動車販売のメイヨー・ミングルドルフ・モーターズ(Mayo-Mingledorff Motors)を設立、タラハシーの自動車販売業者団体の会長を務めたこともある。
1953年、タラハシー市長に就任。1964年、現職ウィルバー・キング(Wilbur King)死去に伴い、フェアリス・ブライアント(Farris Bryant)州知事に公益事業委員会委員に任命される。1966年2月、選挙出馬を表明し、正式に当選することになった。